# Parafia św. Michała Archanioła w Chróścinie
Parafia św. Michała Archanioła w Chróścinie – znajduje się w dekanacie Góra zachód w archidiecezji wrocławskiej. Erygowana w 1947 roku.
Obsługiwana przez księży archidiecezjalnych. Jej proboszczem jest ks. mgr Jarosław Grabarek Kan. hon. ex. num. Kap. Koleg.

## Parafialne księgi metrykalne
| Księgi metrykalne | Okres ewidencji |
| ----------------- | --------------- |
| chrztów           | 1947 -          |
| ślubów            | 1947 -          |
| zgonów            | 1947 -          |